# ソーラーカー
ソーラーカー（英: Solar Car）は、太陽電池を電源とし電気モーターで走る自動車である。

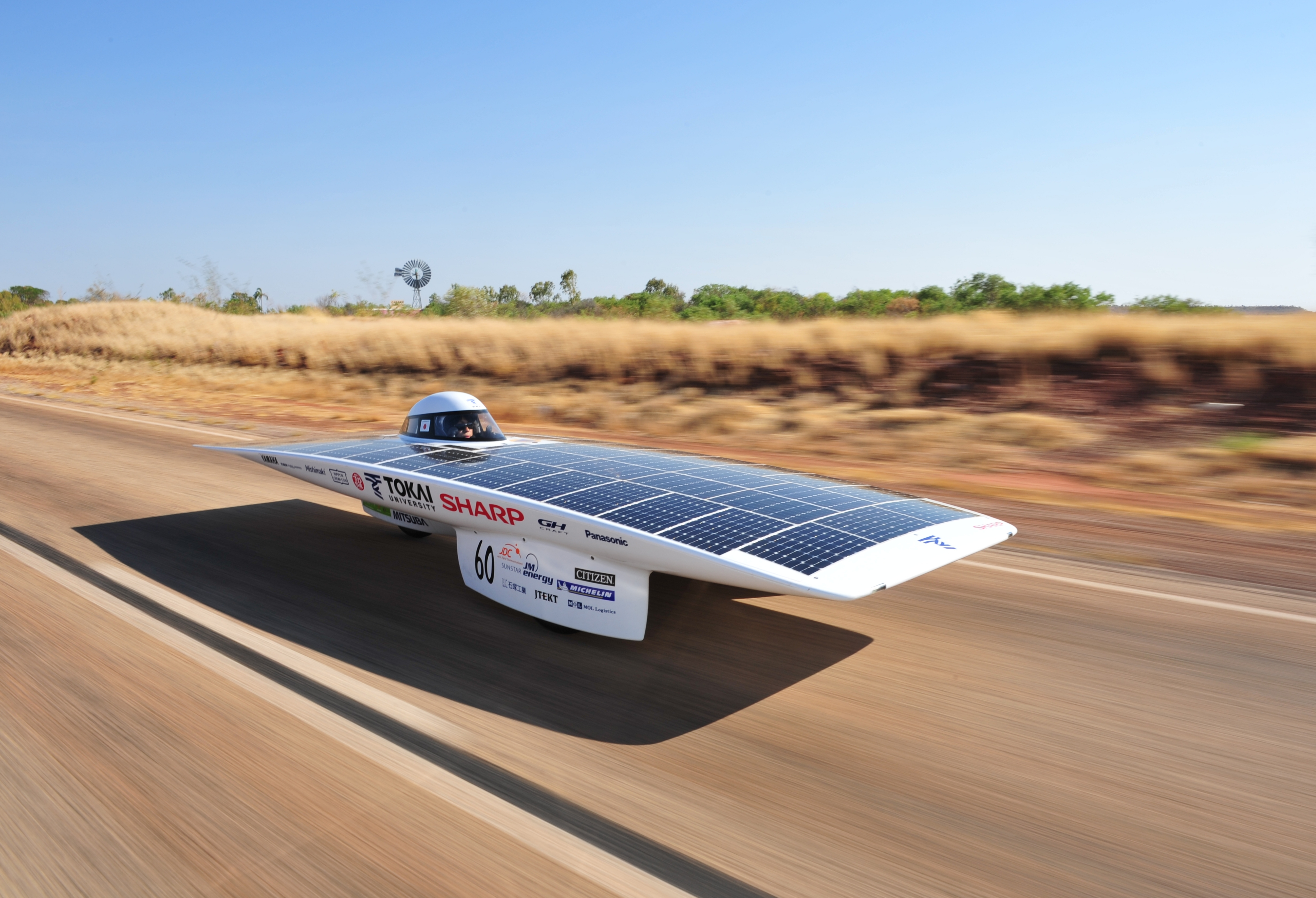
2009年オーストラリア縦断ソーラーカーレースで優勝した東海大学チャレンジセンターのソーラーカー「Tokai Challenger」

## 概要
ソーラーカーは広義には太陽光エネルギーだけで動く電気自動車をいう。この定義では据え置き式の太陽電池から電源の供給を受ける場合を含む。さらに広く、水力エネルギーや風力エネルギーも自然界で太陽エネルギーの変換で生じたもの（太陽エネルギーの変形）とみてその電気で電気自動車を動かす場合も含めて考えることもできる。
一般的には、ソーラーカーは従来のガソリン自動車の基本構造に電気自動車と太陽電池の技術を組み合わせた自動車のことをいう。これを整理すると、ソーラーカーには次のような種類がある。
- 車体表面に太陽電池を装着し、そこから得られる電気を瞬時に使いながら走行するソーラーカー[2]。補助の蓄電池を車体に搭載している場合もある[2]。
- 車体とは別に設置した据え置き型の太陽電池から得られる電気を車体に搭載した蓄電池に蓄え走行するソーラーカー[2]。補助の太陽電池を車体に搭載している場合もある[2]。据え置き型の太陽電池ですべての家電製品の電気を賄うソーラーハウスの場合、ソーラーカーは太陽電池から電気の供給を受ける家電製品の一つといえる[3]。

実際には太陽電池から走行用電力を得るが、補助的に不足分の電力を商用電源等からまかなえるようにしたものもしばしばソーラーカーと呼ばれる。狭義には車体に搭載した太陽電池のみで必要な電力を全てまかなうものを指す。
ソーラーカーは太陽高度、温度、雲・樹木・電柱などによる影などの影響を受け、太陽電池モジュールの出力が変化するため、"太陽電池"と"電気モーター"以外にソーラーカーには、太陽電池モジュールの電圧を負荷に合わせて調整するための"最大電力点追従回路（Maximum Power Point Tracker）"や、停車時など太陽電池で発電した電気エネルギーをためたり、道路のアップダウンに対応するための電気エネルギーの過不足を補うための"蓄電池"が搭載されている。これ以外にも蓄電池の電圧、電流、積算電流量などを監視・制御する"制御装置"などが組み込まれている。
石油枯渇問題の啓発、地球温暖化の抑止を広めるためのキャンペーンの題材や、太陽電池の技術開発をテーマとした競技などに使われ、しばしば注目を集める。車体に搭載できる太陽電池から得られる電力は、最大でも2000W程度以下（=3馬力以下）と限りがあるため、車体設計のみならず制御回路やバッテリーの運用などを含めた効率的なエネルギー利用技術が求められる。
日本国内でナンバープレートを取得して公道を走れるものとしては日本テレビ系列（NNN）で放送されている『ザ!鉄腕!DASH!!』に登場する中古軽自動車（8代目ハイゼット）のソーラーカー改造車だん吉やトヨタのRaRa IIが知られている。だん吉はコンバートEV（電気自動車）に対してソーラーパネルを取り付けたものであり、走行電力のほとんどがコンセントからの充電によるもので電気自動車に分類できる。
近年では太陽光と風力から電力を得る市販品（Venturi社のEclectic）も登場している。

## 略歴
太陽光を動力として走行する車両の概念は古くから存在した。半導体による光電変換が実用化されていなかった当時は太陽光の利用法は太陽熱を利用する方法でいくつかの方法が各国で試みられた。太陽熱を限られた面積で利用する為には放物面鏡やレンズのような集光装置が不可欠で作動流体には水やアンモニア等の沸点の低い物質が用いられた。また低温度差で作動するスターリングエンジンを利用する方法もあった。これらの方法はいずれの実用性には程遠く、研究も下火になった。その後、第一次オイルショックが起きると、太陽光の利用が脚光が浴びることになった。20世紀後半になると人工衛星等、用途は限定的ではあるものの半導体による光起電力を利用した太陽電池が徐々に実用化されつつあった。太陽光を電力に変換して動力として走行する自動車の概念は既に1950年代から存在した。1955年、シカゴで開催されたゼネラルモーターズ社によるモトラマ(Motorama) ではセレン光電池から発電される電力で走行する全長約40cmの模型自動車サンモービルの走行が実演された。これは後に実物大のソーラーカーQuiet Achieverによってオーストラリア大陸を横断するHans ThostrupとパートナーのLarry Perkinsに影響を与えることになる。
1982年にQuiet Achieverによるオーストラリア大陸の横断に成功したHans Thostrupは1987年にワールド・ソーラー・チャレンジを開催する。以後このレースは世界中のソーラーカーレースの最高峰として注目を集め、最先端の技術が導入され、各国のチームがしのぎを削る舞台へと発展し、現在に至る。近年では地球温暖化や酸性雨、大気汚染等で環境問題への関心が高まり、太陽光は豊富だが、それまでは開催されなかった南アフリカやチリ等でも開催されるようになり、ソーラーカーレースの開催地も徐々に増えつつある。一方、日本国内でのレースの開催状況は1990年代に一時的に関心が高まり、各地でレースが開催され大学や高校を含む参加者により盛り上がりを見せたが、
一部のソーラーカーレースで事故が起きた事や不況により経済状況が悪化したことも重なり、徐々に下火になり、住宅用太陽電池の普及などで、太陽電池の価格が下がりつつあり、以前よりも参加しやすくなりつつあるにもかかわらず大学や高校などの教育機関でも活動は以前よりも下火になり、現在では定期的に開催されるのは秋田県のワールド・ソーラーカー・ラリーと三重県鈴鹿市の鈴鹿サーキットで開催されるドリームカップ鈴鹿等、少数に留まる。

## 競争用ソーラーカーの技術的要件
レースで用いられるソーラーカーの場合、太陽電池の電力を最大限に利用するために下記のような技術が求められる。
- 高効率な電力制御回路 - 太陽電池用のMPPT（最大電力点追従回路）の変換効率など。
- 軽量で高効率な電気モーター - モーター（電動機）のダイレクトドライブ化、重量低減や出力特性の改善、回生ブレーキなど。
- 日照角度を考えた太陽電池の配置 - ボディの空力デザインと太陽光発電量の両立を図る。
- 二次電池の性能向上およびその効率的運用 - 補助的に搭載される鉛蓄電池、リチウムイオン二次電池、リチウムイオンポリマー二次電池のエネルギー密度、パワー密度の向上と、そのエネルギーマネジメント技術。
- 空気抵抗、走行抵抗の抑制 - 流線形ボディ、低転がり抵抗タイヤ。
- 車体の小型化・軽量化 - ジュラルミン、炭素繊維強化プラスチックなどの軽量素材の応用。
- 耐久性、メンテナンス性 - レースによってはWSCのように総走行距離が3000kmを超えるものもある。

## 競争用車両の設計
ソーラーカーは航空機工学、自転車、代替エネルギーや自動車産業に使用される技術が組み合わされている。大半の競争車とは異なりソーラーカーはエネルギーがレースの規則により厳しく制限が課せられた設計である。これらの使用できるエネルギーは制限され太陽光からだけのエネルギーが使用できるが完全充電済みの蓄電池で走り出す。いくつかの車両のクラスでは人力を認めている。その結果、空気抵抗を考慮した最適化された設計や車両重量や転がり抵抗や電気効率が極限まで高められている。また、走行によって車体に揚力が発生する構造の車両もあり、揚力が発生すると転がり抵抗は減るが、空気抵抗が増えるのでトレードオフの関係になる。また、車両が浮く事により高速走行時の走行特性が不安定になる。
今日最も成功した車両の傾向として翼のように曲がった車体に太陽電池が貼られ中心部に小型の風防が位置する。三輪式である。以前はゴキブリ型が滑らかな先端からパネルにつながる物がより成功した。安全上の観点からレギュレーションの改定により、かつて運転席が前輪よりも前方にあった車種は姿を消した。また、着座姿勢の角度も以前よりも起き上がった姿勢になり、ロールケージが強化された。

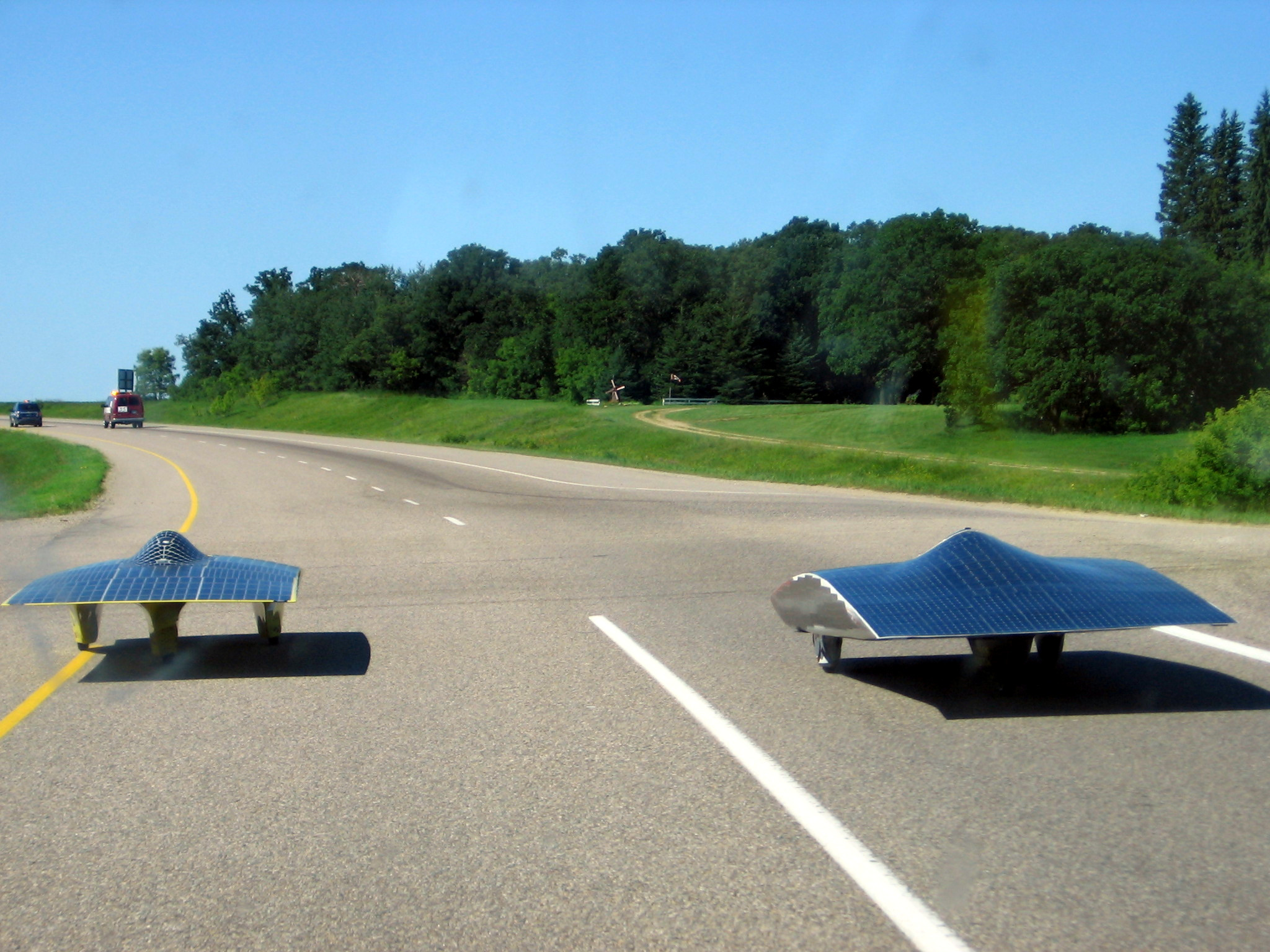
2005年北アメリカソーラーチャレンジでの先頭車のゴール

### 電気システム
電気システムは電力の入出を制御する。静止時や低速時や下り坂で走行するときに余った電力を蓄電池に蓄える。ソーラーカーは鉛蓄電池やニッケル水素電池やニッケル・カドミウム蓄電池やリチウムイオン電池やリチウムポリマー電池を搭載する。電気システムに最適化されたパワーエレクトロニクスが使用される。最大出力点追従装置(マキシマムパワートラッカー)が太陽電池から発電電力が最大となる電圧で電力を取り出す。太陽電池の出力は太陽の照度や気温によって変化する。蓄電池監視装置は過充電にならないように保護する。電動機制御装置は電動機の所望の出力を制御する。多くの制御装置は減速時に蓄電池に電力を戻す回生ブレーキを備える。
いくつかのソーラーカーは電気システムを監視する為に複雑なデータ取得システムを持つ。基本的には蓄電池電圧や電動機の電流で更には太陽電池の発電量と消費電流を判断でき、積算電力計で蓄電池からの電流を乗算することでその時点での状況下での航続距離を表示する。
幅広い形式のモーターが使用される。最も効率が高いものは98%以上である。これらは無整流三相直流ホイールインモーターでネオジム磁石とリンツ線が巻かれている。 より安い非同期交流モーターや整流子直流モーターも使用される。

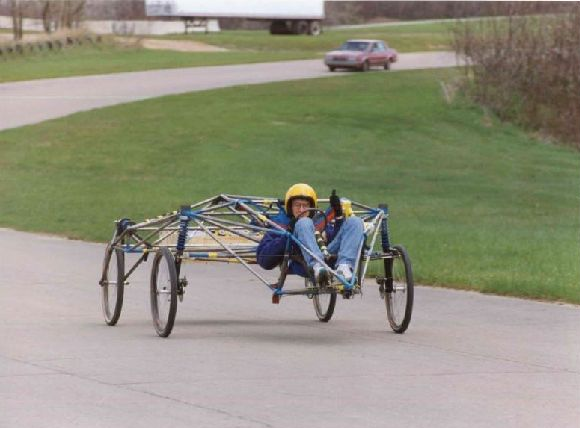
1992年のフォードの試験車両

### 機械システム
機械システムは振動を抑えるとともに、強度と剛性を確保するために最小重量となるようデザインされる。設計者は極めて軽くするという要求と、強度や剛性を兼ね備えるような構造を与えるために、通常はアルミ合金、チタン、複合材料を用いる。鉄は多くのソーラーカーではサスペンション部品などに用いられる。
ソーラーカーは通常は3輪であるが、4輪のものもある。3輪車のフロントは2輪、リアは1輪を持ち、前輪で方向を変え、後輪は駆動輪となっているものが多い。4輪のソーラーカーは、普通の乗用車のようなものか、後輪2輪が互いに接近した3輪のソーラーカーと同様なホイールレイアウトとなっている。
ソーラーカーは、ボディとシャシが変化するのに対応するため、広い可動範囲をもつサスペンションを持っている。最も一般的なフロントサスペンションはダブルウィッシュボーン式サスペンションである。リアサスペンションはオートバイに見られるトレーリングアーム式サスペンションが多い。
ソーラーカーは厳格な基準を満たすブレーキを備えていなければならない。ディスクブレーキは、高いブレーキ能力と調整能力のために、もっとも一般的に用いられている。機械式と油圧式ブレーキは両方とも広く使われている。トップレベルのソーラーカーではブレーキパッドやブレーキシューは、最小なブレーキ抵抗になるように引き込まれるように通常は設計されている。
ソーラーカーのステアリング装置は多様である。主な設計要素は効率、信頼性と最小のタイヤの磨耗と力の損失の為の精密なアライメントである。
ソーラーカーレースではタイヤ製造会社によってソーラーカー用に設計されたタイヤの使用を推奨されている。これは総合的な安全と性能の向上をもたらしている。
今では全ての上位のチームは駆動ベルトやチェーンを廃してホイールモーターを使用する。
試験は実質的にはレースの前の信頼性の実証である。数百ドル注ぎ込んで2時間の優位を得る事は容易だが同様に信頼性により2時間失うことも容易である。

セルとモジュールとアレイの違い

### 太陽電池
太陽光から電気へ変換する太陽電池アレイは、数百枚（または数千枚）の太陽電池セルから構成されている。ソーラーカーはさまざまな太陽電池技術を使うことができる。具体的には、もっとも一般的な多結晶シリコン、単結晶シリコン、ガリウムヒ素である。太陽電池セルは互いに結線されて一列となり、この一列がさらに結線されて太陽電池モジュール（太陽電池パネル）を形成する。太陽電池モジュールはバッテリの定格電圧と近づくよう、太陽電池セルを直列接続している。主な目的は、できるだけ多くの太陽電池セルをできるだけ小さなスペースに収めることである。設計者は天候と破壊から太陽電池を保護するため封止する。
太陽電池アレイの設計は太陽電池セルの束＝太陽電池モジュールをさらに多くつなげることである。太陽電池アレイは、多くのとても小さい電池のすべてが直列に接続されたもののように働く。
問題であるのは、もし一つの太陽電池セルが影にはいると、その太陽電池セルが整流ダイオードのように働き、全体の電流をブロックしてしまうことである。これに対処する設計を行うために、太陽電池アレイの設計者は、働いていない太陽電池セルの周囲を電流が迂回できるように、太陽電池セルの列の小さな部分に並列にバイパスダイオードを接続する。他の考慮すべき点としては、バッテリ自身が逆方向に電流を流せることである。これを防ぐために各々の太陽電池モジュールの端に逆流防止ダイオードを挿入する。
太陽電池アレイによって生み出される出力（電力）は、天気の状態、太陽の位置そして太陽電池アレイの能力に依存する。快晴の正午において、良い太陽電池アレイは2kWhを超える電力を生み出すことができる。変換効率が20%で6m2の太陽電池アレイは、ワールド・ソーラー・チャレンジの典型的な1日の間に、6kWh (22kJ)程度のエネルギーを発生する。

### 空気力学
空気抵抗はソーラーカーの主な走行抵抗の原因である。車両の空気抵抗は、空気抵抗係数×前方投影面積CDAであり、大半のソーラーカーの前方投影面積は0.75 から1.3 m2である。CD値は、トップレベルのデータで0.10が報告されているが、実際的には0.13程度のものが多い。中級者が作ったソーラーカーでは0.15〜0.2程度になる場合もある。

### 重量
ソーラーカーの重量は重要な要素である。軽量な車両は転がり抵抗を軽減でき、小さいブレーキと少ない構造部材で製作できる。これは軽量車両の設計における循環論法である。

### 転がり抵抗
転がり抵抗は適したタイヤを使用、適正な圧力、適切なアライメントと車両の軽量化により最小化できる。

### 性能方程式
ソーラーカーの設計は、以下のエネルギー方程式で与えられる。
{\displaystyle \eta \left\{\eta _{b}E+{\frac {Px}{v}}\right\}=\left\{WC_{rr1}+NC_{rr2}v+{\frac {1}{2}}\rho C_{D}Av^{2}\right\}x+Wh+{\frac {N_{a}Wv^{2}}{2g}}}
これは、扱いやすいパワー方程式に簡単化することができる。
{\displaystyle \eta \left\{\eta _{b}Ev/x+P\right\}=\left\{WC_{rr1}v+{\frac {1}{2}}\rho C_{D}Av^{3}\right\}}
長距離レースにとって、これらの値は実験的に求められる。
ここで、左辺はソーラーカーへのエネルギー入力（バッテリと太陽からのパワー）、右辺はレースルートに沿って運転ために必要なエネルギー（転がり抵抗、空気抵抗、勾配抵抗そして加速抵抗）を示している。この式の速度vを除いて、すべての値は推定することができる。これらのパラメータは以下を含む。
| 記号 | 注釈                                         | Ford Australia | Aurora  | Aurora  | Aurora        |
| ---- | -------------------------------------------- | -------------- | ------- | ------- | ------------- |
|      | 年                                           | 1987           | 1993    | 1999    | 2007          |
| η    | モータ効率（コントローラとモータの総合効率） | 0.82           | 0.80    | 0.97    | 0.97          |
| ηb   | バッテリの充放電エネルギー効率               | 0.82           | 0.92    | 0.82    | 1.00 (LiPoly) |
| E    | バッテリエネルギー(J:ジュール)               | 1.2e7          | 1.8e7   | 1.8e7   | 1.8e7         |
| P    | 推定される太陽電池アレイからの平均電力(1)(W) | 918            | 902     | 1050    | 972           |
| x    | レースルートの距離(m)                        | 3e6            | 3.007e6 | 3.007e6 | 3.007e6       |
| W    | バッテリやドライバーを含め他総重量(N)        | 2690           | 2950    | 3000    | 2400          |
| Crr1 | 第1転がり抵抗係数(単位なし)                  | 0.0060         | 0.0050  | 0.0027  | 0.0027        |
| Crr2 | 第2転がり抵抗係数(N*s/m)                     | 0              | 0       | 0       | 0             |
| N    | ホイール数                                   | 4              | 3       | 3       | 3             |
| ρ    | 空気密度(kg/m3)                              | 1.22           | 1.22    | 1.22    | 1.22          |
| CD   | 空気抵抗係数(単位なし)                       | 0.26           | 0.133   | 0.10    | 0.10          |
| A    | 前方投影面積(m2)                             | 0.70           | 0.75    | 0.75    | 0.76          |
| h    | 車が登るトータルの高さ(m)                    | 0              | 0       | 0       | 0             |
| Na   | 車が1日に加速する回数                        | 4              | 4       | 4       | 4             |
| g    | 重力加速度(m/s2)                             | 9.81           | 9.81    | 9.81    | 9.81          |
| v    | ルート全体の計算された平均速度(m/s)          | 16.8           | 20.3    | 27.2    | 27.1          |
|      | 計算された平均速度(km/h)                     | 60.5           | 73.1    | 97.9    | 97.6          |
|      | 実際のレースの速度(km/h)                     | 44.8           | 70.1    | 73      | 85            |

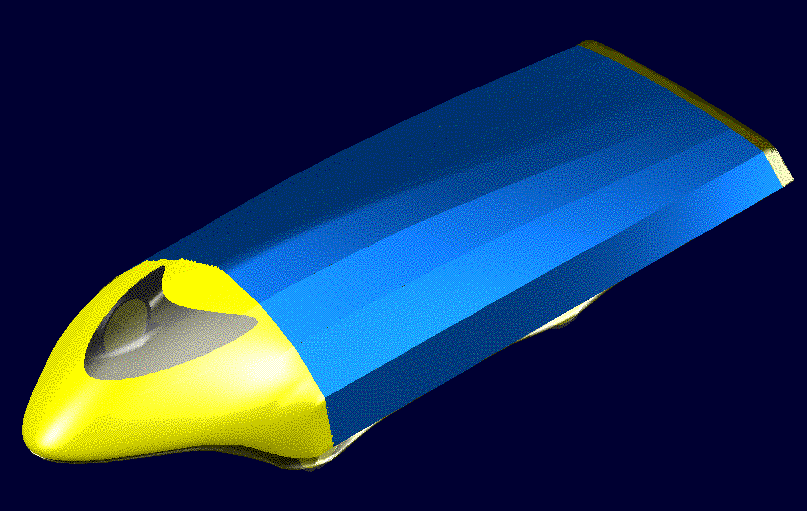
ソーラーカーの車体設計のコンピュータシミュレーション

※注1 WSCにおいて太陽電池の平均出力は、定格出力の7/9として近似できる。